# Francisco García Diego y Moreno
Francisco García Diego y Moreno  nació en la hacienda de La Daga, Lagos de Moreno, Jalisco, el 17 de septiembre de 1785, y murió en Santa Bárbara (California) el 19 de noviembre de 1846, cuando México estaba a punto de perder ese territorio. Fue el primer y único obispo de la Diócesis de las dos Californias, dividida posteriormente por el resultado de la Guerra entre México y Estados Unidos.

## Temprana Edad
Francisco García Diego y Moreno se hizo franciscano. Estudió en el Seminario Conciliar de Guadalajara y en el Colegio Apostólico de Guadalupe Zacatecas. El 14 de noviembre de 1808 recibió el presbiterado de manos del obispo Primo Feliciano Marín. En los años siguientes fue maestro de novicio y profesor de filosofía. Predicó también en frecuentes misiones populares. 

## Influencia gubernamental
México consumó su independencia en 1821. Sin embargo, no fue reconocido por la Santa Sede hasta 1836. Por ello en abril de 1832 el gobierno mexicano lo nombró comisionado de las misiones alto californianas, que ya no podían sostener los misioneros del Colegio Apostólico de San Fernando ya que muchos de ellos, españoles, habían sido expulsados del país en 1827.
Fray Francisco llegó a Monterey en febrero de 1833 acompañado de 10 nuevos franciscanos, todos del Colegio de Guadalupe Zacatecas; puso la casa central en la misión de Santa Clara y asumió la administración de aquellos centros desde Soledad hasta Sonoma.

## Creación de la Diócesis
En 1835 regresó a la Ciudad de México con el propósito de convencer al gobierno mexicano de crear un obispado con la intención de preservar la Iglesia en California. El gobierno centralista de Antonio López de Santa Anna resolvió la erección de la diócesis de las Californias.
Una vez establecidas las relaciones con la Santa Sede, el gobierno se dirigió en ese sentido a la Santa Sede y propuso una terna de candidatos al obispado, en la cual figuraban fray Francisco y el padre José María Guzmán, también del Colegio de Zacatecas. El papa Gregorio XVI preconizó obispo de las Californias a Fray Francisco y fue consagrado en la Colegiata de Nuestra Señora de Guadalupe el 4 de octubre de 1840. Desde la pérdida de Texas en 1836, la inestabilidad política de México se había agudizado. En 1841, México tuvo tres presidentes: Anastasio Bustamante, Francisco Javier de Echeverría y Antonio López de Santa Anna, lo que impidió una verdadera ayuda gubernamental.
El nuevo prelado llegó a San Diego en 1841, pero no le agradó el lugar para fijar su sede y la cambió a Santa Bárbara. Al llegar solo había 17 padres franciscanos, la mayoría avanzados de edad, estos estaban a cargo de 21 misiones indígenas y seis comunidades españolas.

## Apoyo Gubernamental
El gobierno mexicano prometió un salario y el manejo del Fondo Piadoso de las Californias. Pero en febrero de 1842, el presidente Santa Anna le confiscó dicho fondo. Tuvo que recurrir entonces a los diezmos y a donativos voluntarios, que fueron muy escasos por la pobreza de la mayoría de los fieles, y la negativa de los ricos, preocupados por lo que sucedía en México y por las crecientes tensiones con Estados Unidos.

## Logros
A pesar del entorno adverso, Fray Francisco creó las primeras parroquias seculares en las antiguas misiones de San Luis Obispo y de San Miguel, y en 1843 la de San Buenaventura. En su primera pastoral manifestó al pueblo el deseo de levantar una catedral, el seminario, un colegio de niñas y varias escuelas elementales. En los últimos años sufrió cierta hostilidad de las clases populares que lo consideraban contrario a los intereses californianos. Aun así, estableció el primer seminario diocesano el 6 de mayo de 1844, en la antigua misión de Santa Inés.

## Obras
Listado de obras:

1.	Discurso a los estudiantes de filosofía (1820)

2.	Sobre la emancipación (1833)

3.	Circular sobre la prohibición impuesta a los sacerdotes de intervenir en política (1831)

4.	Carta a los editores del Diario del Gobierno a favor de las misiones de California (1836)

5.	Sobre el estado de las misiones de California (1836)

6.	Catecismo para los novicios (1839)

7.	Pastoral al clero a los fieles (1840)

8.	Al gobierno de México sobre las misiones de California

9.	Método de misionar

10.	 Carta pastoral de 1842

11.	Manifestación sobre el Fondo Piadoso de las Californias, el Siglo XIX (1840 y 1842)

12.	Comunicación al gobernador Pico sobre la falta de sacerdotes y sobre los fondos de las misiones de las Californias (1845)

13.	Cartas a los padres Durán y González Rubio instituyéndolos vicarios generales (1846)

14.	Reglas para el gobierno interior de las misiones

15.	Constituciones para el arreglo del Colegio Seminario de María Santísima de Guadalupe de Santa Inés de California (1844)

16.	Apuntes útiles para hacer sermones y algunos panegíricos (1823)

Los documentos mencionados hasta el números 13 se conservan en el Archivo de la Misión de Santa Bárbara y el último en el Archivo del Arzobispado de San Francisco.